# Bryum murorum
Bryum murorum là một loài Rêu trong họ Bryaceae. Loài này được (Schimp.) Berk. mô tả khoa học đầu tiên năm 1863.